# Xavier Dudoit
Pour les articles homonymes, voir Dudoit.
Xavier Dudoit, né le 29 juillet 1975 à Mauzé-Thouarsais (Deux-Sèvres), est un footballeur français reconverti entraîneur.

## Biographie

### Jeunesse, formation et débuts
Né le 29 juillet 1975 à Mauzé-Thouarsais près de Thouars, Xavier Duboit fait ses premières gammes au Sport Athlétique Mauzéen, club où sont notamment passés Stéphane Grégoire et Nicolas Goussé.
Il devient stagiaire professionnel au centre de formation du Stade rennais à treize ans où il reste quatre saisons. À dix-sept ans, Duboit n'est pas retenu au sortir des juniors, alors qu’il fréquente pourtant l’équipe de France cadet.
À dix-sept ans, Duboit intègre l'équipe de La Vitréenne FC pour quatre saisons. Il revient ensuite à Thouars durant trois ans avant de partir au FC Lorient. 

### 2000-2003: FC Lorient
Xavier Dudoit joue un rôle prépondérant dans l’accession du club breton parmi l’élite en 2000 (35 matches en tant que titulaire). Initialement, le FC Lorient ne le recrute pourtant pas dans l'optique de le titulariser. Mais son engagement, la qualité de son jeu et sa technique font la différence. Il prend ensuite part à plusieurs matchs de Ligue 1. Le premier étant contre l'Olympique de Marseille au Stade Vélodrome. Il remporte la Coupe de France en 2002 bien qu’officiellement, ayant pris part à tous les matchs de tours qualificatifs mais n'ayant pas joué la finale, il n'est pas reconnu vainqueur. En revanche, Dudoit montre ses limites à l’échelon supérieur, ne disputant finalement que huit matches en L1 avec Lorient.
Qualifié pour la Coupe UEFA 2002-2003 grâce à sa victoire en coupe, le FCL tombe face aux Turcs Denizlispor lors du premier tour. Xavier Duboit rentre à la 74e minute du match aller en Turquie et joue ses 16 premières minutes de Coupe d'Europe (défaite 2-0). 
Il reste ensuite sur le banc sans entré en jeu lors du match retour en Bretagne et voit ses coéquipiers être éliminés d'un but (victoire 3-1).
Il pense se relancer en L2 à la suite de la relégation du club, mais l’entraîneur Yvon Pouliquen avoue « préférer les joueurs physiques aux joueurs de petite taille ». Le 23 janvier 2003, le FC Lorient et le Stade de Reims trouvent un accord sur le prêt de Xavier Dudoit au Stade jusqu'en fin de saison. Il y vit six mois difficiles, n'estimant pas être mis dans de bonnes dispositions pour s'exprimer totalement et l'équipe termine à la 20e et dernier position.
En fin de contrat avec Lorient, Xavier Dudoit est donc libre en fin de saison. Il quitte un club avec lequel il a connu : une montée, trois mois sans jouer, une Coupe de France, une finale de la Coupe de la Ligue et même la Coupe d'Europe.

### Fin de carrière à Romorantin
Il s'engage ensuite avec le SO Romorantin chez qui il joue de 2003 à 2010. Avec son équipe, il élimine le Stade rennais, son club formateur, au stade de la route de Lorient en 32e de finale de la Coupe de France 2006-2007. Il inscrit le penalty permettant au SOR de reprendre l'avantage dans la prolongation (3-1 ap). Durant son passage à Romorantin, Duboit passe ses diplômes d’entraîneur. 

### Entraîneur de Romorantin (2010-2018)
Alors qu'au terme de sa carrière, Xavier Dudoit compte prendre la gestion des U17 du FC Lorient. C'est finalement l'équipe sénior du SO Romorantin à la suite du départ de Jean Acédo. Un beau défi pour l'ancien joueur titulaire du DEF,.
Lors de la Coupe de France 2013-2014, après avoir éliminé Dunkerque (National), Xavier Dudoit et ses joueurs rencontrent en 32e de finale le Toulouse FC (Ligue 1) au stade Jules-Ladoumègue. Les Violets arrachent leur ticket lors du temps additionnel (2-1) alors que Dudoit est exclu dès la 24e minute pour contestation d'une décision arbitrale.
En mai 2014, au terme d'une saison difficile où Romorantin obtient son maintien en CFA, le club envisage de prolonger Dudoit avec un élargissement de ses responsabilités. En effet, bien qu'il lui reste encore un an de contrat, le SOR souhaite lui faire une proposition de prolongation pour lui témoigner sa confiance. Ses fonctions sont alors élargies avec la responsabilité de l'ensemble des éducateurs du club. En novembre 2018, il est démis de ses fonctions d'entraîneur et remplacé par Yann Lachuer,.

## Style de jeu
Avec son 1,65 m pour 64 kg, Xavier Dudoit n'est pas à proprement parler[évasif] un joueur physique. Son principal défaut est d'ailleurs de manquer de puissance. En revanche, il possède un excellent potentiel technique doublé d'une grande polyvalence. Il peut jouer à la fois no 10 (meneur de jeu), milieu droit ou arrière droit, même s’il avoue ne pas aimer ce poste auquel l'employait parfois le FC Lorient. Lui déclare préférer « jouer dans l’axe ».

## Statistiques

### Joueurs
Le tableau ci-dessous résume les statistiques en match officiel de Xavier Duboit durant sa carrière de joueur professionnel,.
| Compétition       | Matchs | Buts |
| ----------------- | ------ | ---- |
| Coupe UEFA (C3)   | 1      | 0    |
| Coupe de France   | 16     | 3    |
| Coupe de la Ligue | 2      | 0    |
| Division 1        | 8      | 0    |
| Division 2        | 57     | 5    |
| National          | 147    | 19   |
| CFA groupe C      | 58     | 5    |
| Total             | 289    | 32   |

| Saison                | Club                  | Championnat           | Championnat | Championnat | Coupe nationale | Coupe nationale | Coupe de la Ligue | Coupe de la Ligue | Compétition(s) continentale(s) | Compétition(s) continentale(s) | Compétition(s) continentale(s) | Total | Total |
| Saison                | Club                  | Division              | M.          | B.          | M.              | B.              | M.                | B.                | Comp.                          | M.                             | B.                             | M.    | B.    |
| 1992-1993             | Stade rennais B       | -                     |             |             |                 |                 | -                 | -                 | -                              | -                              | -                              | 0     | 0     |
| 1993-1994             | La Vitréenne FC       | DRH                   |             |             |                 |                 | -                 | -                 | -                              | -                              | -                              | 0     | 0     |
| 1994-1995             | La Vitréenne FC       | DSR                   |             |             |                 |                 | -                 | -                 | -                              | -                              | -                              | 0     | 0     |
| 1995-1996             | La Vitréenne FC       | DSR                   |             |             |                 |                 | -                 | -                 | -                              | -                              | -                              | 0     | 0     |
| 1996-1997             | La Vitréenne FC       | DSR                   |             |             |                 |                 | -                 | -                 | -                              | -                              | -                              | 0     | 0     |
| 1997-1998             | Thouars Foot 79       | D3                    | -           | -           | -               | -               | -                 | -                 | -                              | -                              | -                              | 0     | 0     |
| 1998-1999             | Thouars Foot 79       | D3                    | 31          | 5           | 1               | 1               | -                 | -                 | -                              | -                              | -                              | 32    | 6     |
| 1999-2000             | Thouars Foot 79       | D3                    | 1           | 0           | 2               | 1               | -                 | -                 | -                              | -                              | -                              | 3     | 1     |
| 2000-2001             | FC Lorient            | D2                    | 35          | 5           | 1               | 0               | 1                 | 0                 | -                              | -                              | -                              | 37    | 5     |
| 2001-2002             | FC Lorient            | D1                    | 8           | 0           | 4               | 0               | 1                 | 0                 | -                              | -                              | -                              | 13    | 0     |
| 2002-2003             | FC Lorient            | D2                    | 6           | 0           | 1               | 0               | -                 | -                 | C3                             | 1                              | 0                              | 8     | 0     |
| 2002-2003             | Stade de Reims (prêt) | D2                    | 16          | 0           | -               | -               | -                 | -                 | -                              | -                              | -                              | 16    | 0     |
| 2003-2004             | SO Romorantin         | D3                    | 3           | 0           | -               | -               | -                 | -                 | -                              | -                              | -                              | 3     | 0     |
| 2004-2005             | SO Romorantin         | D3                    | 32          | 2           | 2               | 0               | -                 | -                 | -                              | -                              | -                              | 34    | 2     |
| 2005-2006             | SO Romorantin         | D3                    | 30          | 4           | -               | -               | -                 | -                 | -                              | -                              | -                              | 30    | 4     |
| 2006-2007             | SO Romorantin         | D3                    | 31          | 4           | 2               | 1               | -                 | -                 | -                              | -                              | -                              | 33    | 5     |
| 2007-2008             | SO Romorantin         | D3                    | 19          | 4           | 1               | 0               | -                 | -                 | -                              | -                              | -                              | 20    | 4     |
| 2008-2009             | SO Romorantin         | D4                    | 31          | 3           | 1               | 0               | -                 | -                 | -                              | -                              | -                              | 32    | 3     |
| 2009-2010             | SO Romorantin         | D4                    | 27          | 2           | 1               | 0               | -                 | -                 | -                              | -                              | -                              | 28    | 2     |
| Total sur la carrière | Total sur la carrière | Total sur la carrière | 270         | 29          | 16              | 3               | 2                 | 0                 | -                              | 1                              | 0                              | 289   | 32    |

### Entraîneur
Le tableau ci-dessous résume les statistiques en match officiel de Xavier Duboit au poste d'entraîneur.
| Club          | Saison    | Division | Championnat | Championnat | Championnat | Coupe de France | Coupe de France | Total  | Total       |
| Club          | Saison    | Division | Place       | Matchs      | % victoires | Matchs          | % victoires     | Matchs | % victoires |
| ------------- | --------- | -------- | ----------- | ----------- | ----------- | --------------- | --------------- | ------ | ----------- |
| SO Romorantin | 2010-2011 | D4       | 11e sur 17  | 32          | 34 %        | 4               | 50 %            | 36     | 36 %        |
| SO Romorantin | 2011-2012 | D4       | 5e sur 18   | 34          | 47 %        | 4               | 75 %            | 38     | 50 %        |
| SO Romorantin | 2012-2013 | D4       | 5e sur 18   | 34          | 41 %        | 4               | 50 %            | 38     | 42 %        |
| SO Romorantin | 2013-2014 | D4       | 12e sur 16  | 30          | 27 %        | 6               | 83 %            | 36     | 36 %        |
| Total         | -         | -        | -           | 130         | 38 %        | 18              | 67 %            | 148    | 41 %        |